# Arcydzieła Literatury Nowogreckiej
Arcydzieła Literatury Nowogreckiej – seria wydawnicza, której zadaniem jest przedstawienie dzieł literackich napisanych w języku greckim w czasach nowożytnych, do tej pory nieznanych w Polsce i nietłumaczonych na język polski. Seria jest publikowana przez Wydawnictwo DiG. Jej symbolem jest syrena (albo gorgona) z podwójnym ogonem. Dotychczas ukazało się dziesięć tomów.
Redaktorem serii jest profesor Małgorzata Borowska.
Logo serii wiąże się z legendą, według której marynarzom na otwartym, morzu ukazuje się syrena, która zadaje im pytanie: "Czy nadal żyje i panuje", dotyczące króla Aleksandra Macedońskiego, jak też całej tradycji hellenistycznej.

## Opis tomów
W tomie I zostały zaprezentowane utwory z okresu renesansu. Grecka Kreta pozostawała wtedy pod panowaniem Wenecji, dzięki czemu znalazła się w orbicie oddziaływania kultury włoskiej, dominującej w ówczesnej Europie. Do tomu włączono trzy dzieła. Pierwszym z nich jest poemat Utrudzony (’Αποκοπος) Bergadisa, opublikowany w Wenecji w 1509. Opowiada on o podróży do świata zmarłych. Był prawdopodobnie pierwszym utworem drukowanym w języku nowogreckim. Na język polski utwór przełożył miarą oryginału (jambicznym piętnastozgłoskowcem) Paweł Majewski. Kolejnym utworem jest sielanka Piękna Pastereczka w tłumaczeniu Moniki Mikuły. Trzecim dziełem jest dramat o tematyce religijnej Ofiara Abrahama Witsendzosa Kornarosa, uważanego za najwybitniejszego greckiego autora tej epoki. Przekładu dokonał Karol Pacan. 
Tom II zajmuje antologia Gminna pieśń Greków. Stanowi ona zbiór nowożytnej ludowej poezji greckiej w wyborze, przekładzie i opracowaniu Małgorzaty Borowskiej. W antologii zostały zaprezentowane utwory z cyklu akrytyckiego, towarzyszącego poematowi Bazyli Digenis Akritas, pieśni z cyklu historycznego i cyklu kleftyckiego, pieśni okolicznościowe, miłosne, weselne, świąteczne, kołysanki, dystychy gnomiczne, pieśni wygnańcze, treny i ballady. Publikacja została zadedykowana pamięci wybitnego znawcy i zasłużonego tłumacza literatury nowogreckiej Janusza Strasburgera. Tłumaczka zachowała wersyfikacyjną formę oryginałów, czyli tradycyjny jambiczny piętnastozgłoskowiec. O trudnościach w oddaniu rytmiki pierwowzoru napisała we wstępie.
W tomie III znalazł się poemat romantycznego poety greckiego Dionizjosa Solomosa, Kobieta z Zakintos napisany pod koniec lat dwudziestych XIX wieku, ale opublikowany dopiero po stuleciu od powstania w 1927. Utwór ten jest napisany prozą biblijną, podzieloną na wersety. Narratorem opowieści, który mówi o losach tytułowej kobiety z Zakintos jest hieromonach Dionizy. Na język polski poemat przełożyła Monika Mikuła. Oprócz tego do tomu włączony został zbiór ód romantycznego greckiego poety Andreasa Kalwosa Lira (gr Λύρα), opublikowany w 1824 w Genewie. Cykl składa się z Prologu i dziesięciu części zatytułowanych kolejno Wierny Ojczyźnie, Do Chwały, Do Śmierci, Na Święty Zastęp, Do Muz, Na Chios, Na Pargę, Na Agarenów, Do Wolności i Ocean. Liryki Kalwosa charakteryzują się urozmaiconą metryką.
Tom IV i V to antologia ludowej bajkopisarskiej twórczości greckiej w wyborze i (częściowo) przekładzie Małgorzaty Borowskiej, zatytułowana Bajki, baśnie i bajdy ludu greckiego. Zawiera ona między innymi bajki zwierzęce kontynuujące tradycję Ezopa. Autorami przekładów są oprócz antologistki jej studenci, Katarzyna Ceynowa, Katarzyna Chruszczewska, Paulina Dobosz, Kaja Dybowska, Małgorzata Eder, Dorota Gorczyca, Katarzyna Jaworska, Małgorzata Kazimierska, Marcin Korzeniowski, Konrad Kuczara, Małgorzata Liśkiewicz, Łukasz Dawid, Katarzyna Nodzykowska, Karolina Obuch, Paulina Owczarzak, Anna Rzeżuchowska, Małgorzata Siwicka, Natalia Sokólska, Ewelina Wdzięczna, Monika Wiśniewska i Dariusz Wycisło.
Tom VI, o objętości ponad 550 stron, poświęcony został epistolografii. Zawiera, jak wskazuje tytuł Wybór listów, próbkę korespondencji Adamandiosa Koraisa.
Tom VII zawiera trudne do sklasyfikowania pod względem gatunkowym, będące komentarzem do edycji Iliady Homera, a zarazem uważane za pierwszą grecką powieść albo powiastkę filozoficzną dzieło wspomnianego przed chwilką Adamandiosa Koraisa (1748-1833) Papatrechas (O Παπατρέχας) w przekładzie Małgorzaty Borowskiej. 
Tom VIII, liczący niemal 800 stron, zawiera dzieło Janisa Makrojanisa pod tytułem Topornym piórem. Podtytuł wyjaśnia, że są to Pamiętniki  z powstania greckiego i pierwszych lat wolności.
Dwa ostatnie tomy, liczące w sumie 890 stron, zawierają dwa cykle opowiadań Aleksandrosa Papadiamandisa Sny na różanych wybrzeżach i Opowieści wyspy Skiatos.